# Avion spatial

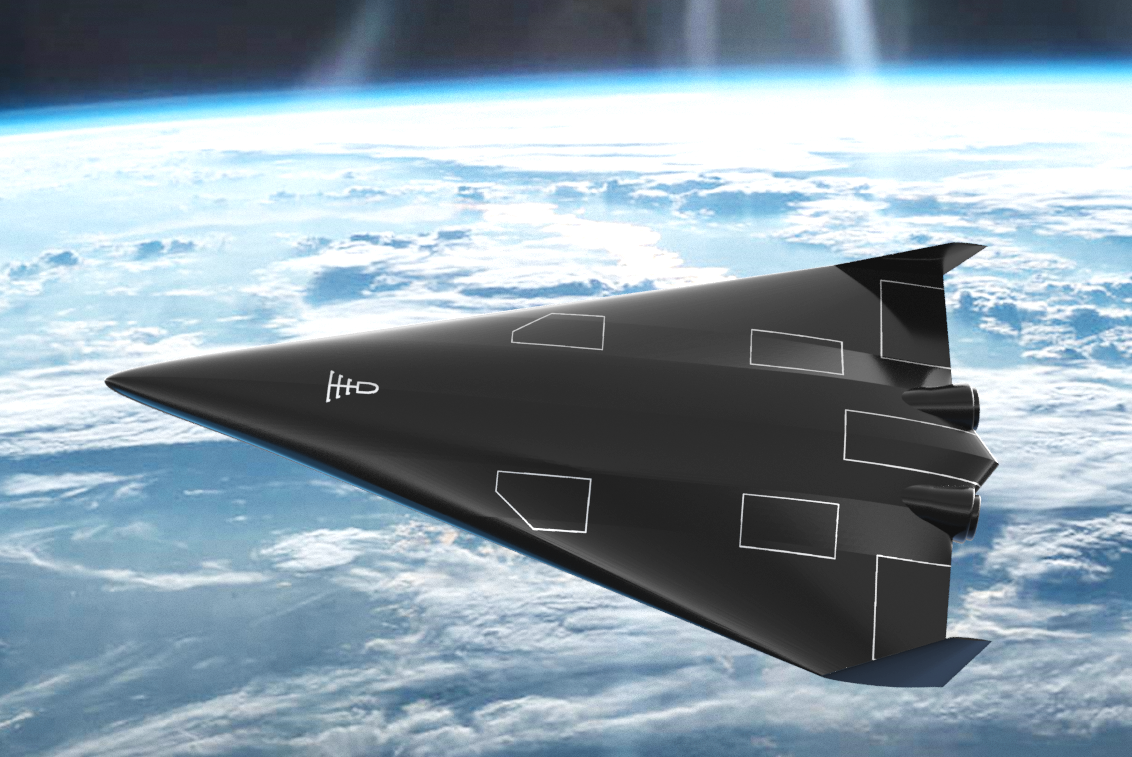
Projet d'avion spatial Aurora.

En astronautique, un avion spatial est un véhicule spatial réutilisable, généralement habité, pouvant regagner la Terre par ses propres moyens dans les conditions d'un aérodyne. Il nécessite une motorisation particulière lui permettant de se déplacer à la fois dans l'atmosphère et dans le vide spatial.
Il faut faire la distinction entre un avion spatial orbital et un avion suborbital : le premier est capable de se placer sur une orbite stable autour de la Terre, alors que le second ne permet que de sortir de l'atmosphère en suivant une trajectoire parabolique le ramenant sur Terre.

## Avion spatial orbital

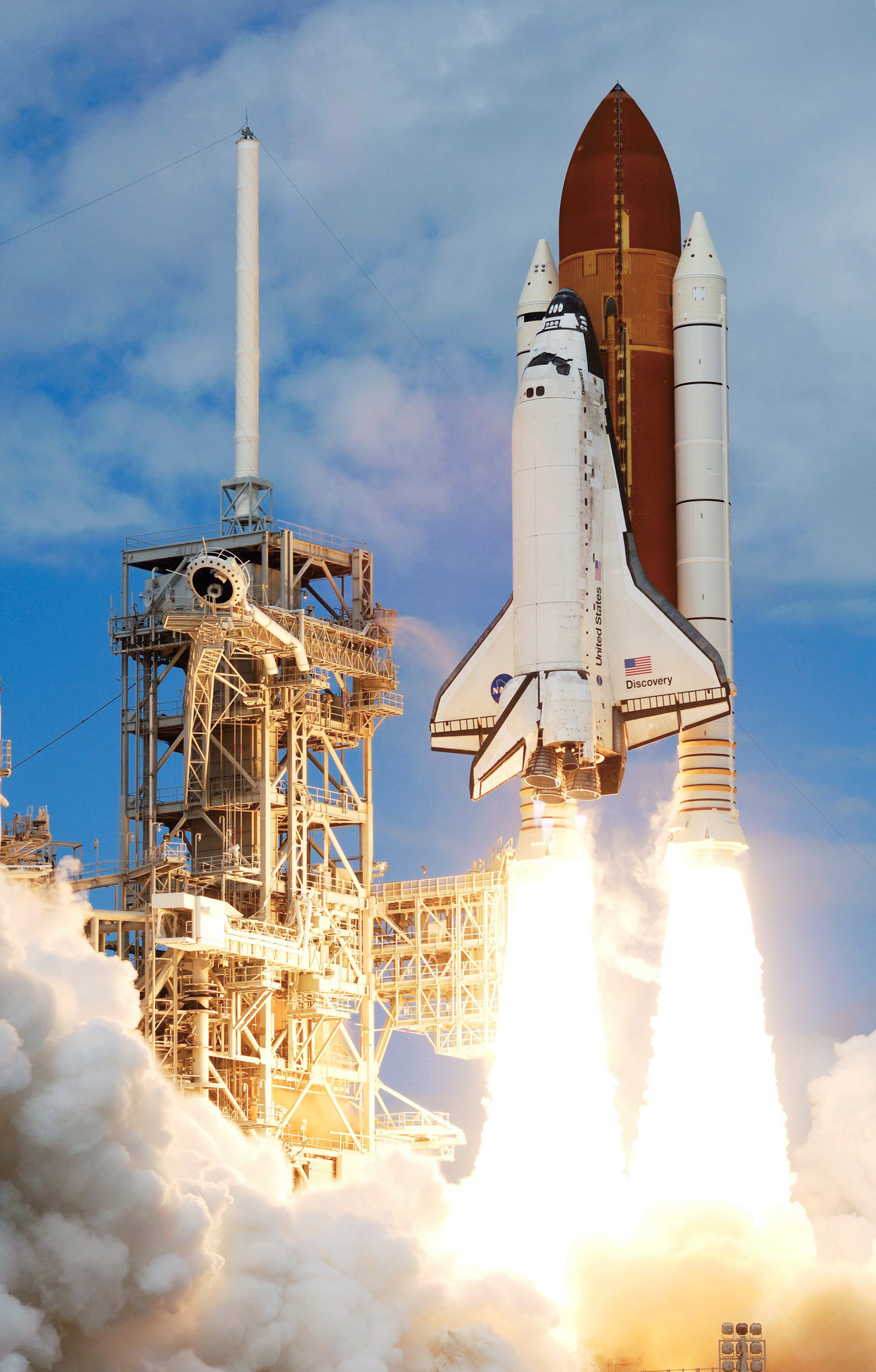
Navette spatiale américaine.

L'avion spatial le plus connu est la navette spatiale américaine, dont le programme s'est achevé en juillet 2011, qui est une extension de la fusée à plusieurs étages, introduisant le concept de modules récupérables.
Plusieurs projets américains comme le X-43A, aujourd'hui abandonné, ont étudié la possibilité de propulser l'avion au moyen d'un superstatoréacteur permettant de réduire sa masse au décollage.
Le projet le plus en avance est actuellement le projet britannique Skylon, basé sur une technologie de refroidissement de l'oxygène récupéré à haute altitude, ensuite réinjecté dans un réacteur à hydrogène.

## Avion spatial suborbital

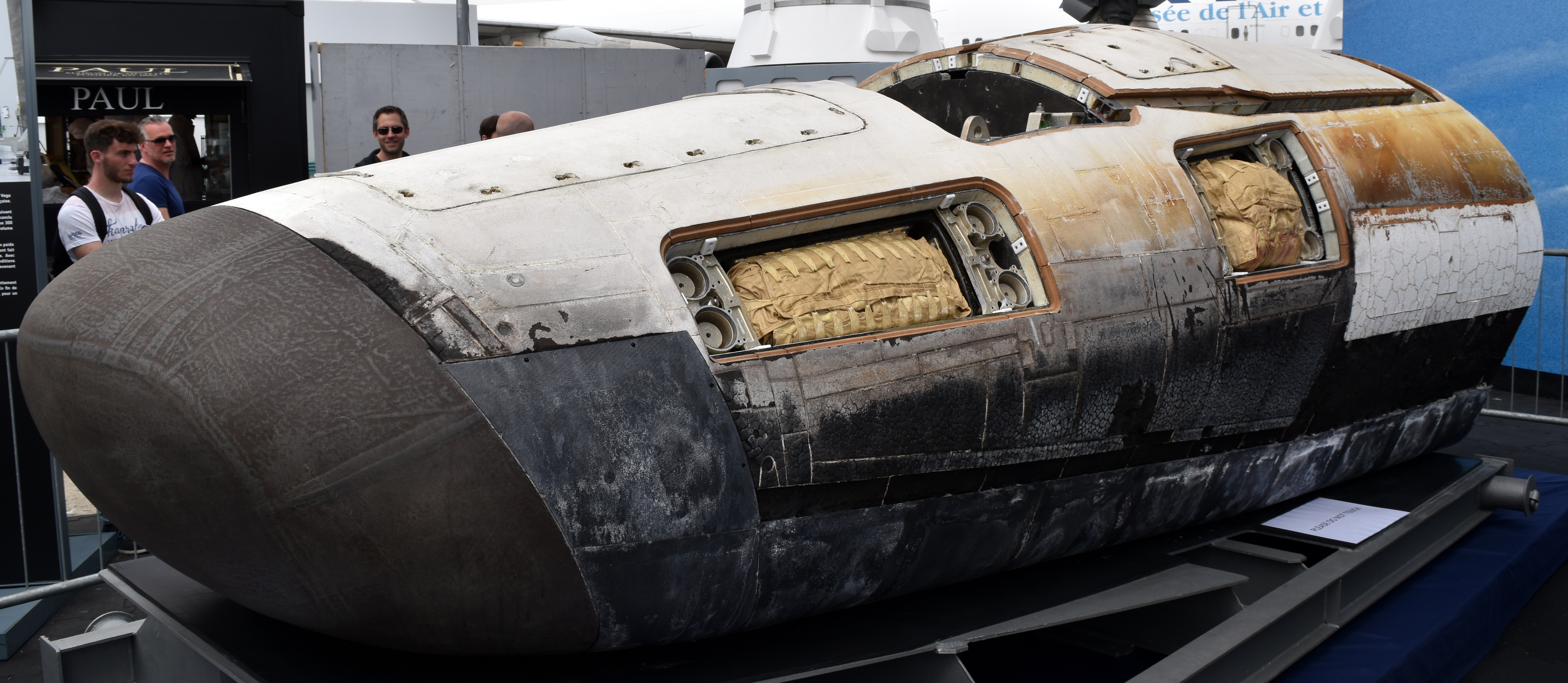
Démonstrateur du IXV après son vol de février 2015.

En 2024, le prototype d'échelle réduite (2,5 mètres de long) d’avion spatial Mira I de la start-up allemande Polaris Spaceplanes s’est écrasé lors de son décollage, empêchant le test de son moteur-fusée à tuyère aerospike. Avant cela en 2023, équipés de moteurs électriques, ce prototype avait réussi 15 vols d'essais dans l'atmosphère. Cette société veut construire un futur avion spatial baptisé Aurora (charge utile de 10 tonnes à des vitesses suborbitales, initialement annoncé pour 2026 ou 2027.
En Europe, l'ESA a testé avec succès [Quand ?] le vol suborbital du Intermediate eXperimental Vehicle (IXV) à 412 km qui a pu de manière autonome rentrer dans l’atmosphère. Équipé d'environ 300 capteurs embarqués, il doit permettre de développer un avion spatial européen. 
Le 12 novembre 2024, le démonstrateur sans pilote de lanceur suborbital monoétage Mk-II Aurora de la société néerlando-néo-zélandaise Dawn Aerospace a franchi le mur du son pour la première fois, devenant le premier avion conçu et fabriqué en Nouvelle-Zélande à le faire. Le vol, le 57e de l'avion spatial, a atteint une vitesse de pointe de Mach 1,1 et une hauteur maximale de 82 000 pieds (25 000 m) ,.

### Tourisme suborbital
Le premier avion spatial opérationnel destiné au tourisme spatial est le SpaceShipTwo de Virgin Galactic. Cet appareil est une évolution du SpaceShipOne.
Astrium a dévoilé en 2007 un nouvel engin destiné au tourisme spatial (voir Projet de tourisme spatial d'EADS Astrium). Cet avion, de la taille d’un jet d’affaires, a été conçu pour les vols atteignant une altitude de plus de 100 km dans l’espace. Il pourra amener quatre passagers en apesanteur, à 0 G durant plus de trois minutes. Le projet est resté sans suite.